# Глаппа
Глаппа (погиб в 560) — король Берниции (559—560) из династии Идингов.
Глаппа, сын короля Иды, в 559 году сменил на престоле Берниции своего отца. Он правил несколько месяцев и, видимо, погиб в стычке с местными бриттами. Престол наследовал его брат Адда.